# جيف بيرنر
جيف بيرنر هو مغني وكاتب أغاني وموسيقي كندي، ولد في 1971 في فانكوفر في كندا.

## وصلات خارجية
- الموقع الرسمي
- جيف بيرنر على موقع ميوزك برينز (الإنجليزية)
- جيف بيرنر على موقع أول ميوزيك (الإنجليزية)
- جيف بيرنر على موقع ديسكوغز (الإنجليزية)